# یک (فیلم ۲۰۰۳)
یک (به تلگو: Okkadu) فیلمی محصول سال ۲۰۰۳ و به کارگردانی گوناشکار است. در این فیلم بازیگرانی همچون ماهش بابو، بومیکا چاولا، پراکاش راج، موکش ریشی، تلنگانا شکونتلا ایفای نقش کرده‌اند.